# Вильякорта, Дионисио
Дионисио Вильякорта (исп. Dionisio Villacorta) — сальвадорский политик, короткое время возглавлявший страну в 1842 году.

## Биография
Сенатор. Находился во главе страны с 30 июня по 19 июля 1842 года. За это время организовал выборы президента и вице-президента, после чего передал власть Хосе Эсколастико Марину.